# Лопино (Ленинградская область)
Ло́пино — деревня в Староладожском сельском поселении Волховского района Ленинградской области.

## История
Деревня Лопина упоминается на карте Санкт-Петербургской губернии 1792 года А. М. Вильбрехта.
На карте Санкт-Петербургской губернии Ф. Ф. Шуберта 1834 года обозначена деревня Лопино.

ЛОПИНО — деревня принадлежит Казённому ведомству, число жителей по ревизии: 32 м. п., 29 ж. п. (1838 год)

Деревня Лопино отмечена на карте профессора С. С. Куторги 1852 года.

ЛОПИНО — деревня Ведомства государственного имущества, по просёлочной дороге, число дворов — 17, число душ — 37 м. п. (1856 год)

ЛОПИНО — деревня казённая при реке Волхове, число дворов — 19, число жителей: 41 м. п., 39 ж. п.; Часовня православная. (1862 год)

Согласно епархиальным сведениям 1899 года деревня относилась к приходу церкви Василия Великого (Преображенская) Васильевского погоста в деревне Чернавино.
В конце XIX — начале XX века деревня административно относилась к Михайловской волости 2-го стана Новоладожского уезда Санкт-Петербургской губернии.
По данным «Памятной книжки Санкт-Петербургской губернии» за 1905 год деревня Лопино входила в Чернавинское сельское общество.
Согласно данным переписи населения СССР 1926 года в деревне Лопино Чернавинского сельсовета Октябрьской волости Волховского уезда проживали 150 человек — все русские.
По данным 1933 года деревня Лопино входила в состав Чернавинского сельсовета Волховского района.

Деревня Лопино на карте 1940 года

Согласно карте РККА 1940 года деревня насчитывала 30 дворов.
По данным 1966, 1973 и 1990 годов деревня Лопино входила в состав Староладожского сельсовета.
В 1997 году в деревне Лопино Староладожской волости проживали 22 человека, в 2002 году — 20 человек (все русские).
В 2007 году в деревне Лопино Староладожского СП — 15 человек.

## География
Деревня находится в западной части района на автодороге 41К-059 (Волхов — Бабино — Иссад), к юго-востоку от центра поселения, села Старая Ладога, на правом берегу реки Волхов.
Расстояние до административного центра поселения — 18 км.
Расстояние до ближайшей железнодорожной станции Волховстрой I — 10 км.
Ближайший населённый пункт — деревня Чернавино.

## Демография
| 2007 | 2010 | 2017 |
| ---- | ---- | ---- |
| 15   | ↗16  | ↘13  |

### Национальный состав
Согласно данным Всероссийской переписи населения 2021 года в деревне проживали 11 человек, все русские.

## Уроженцы
- Максимов, Василий Максимович — художник-передвижник